# Apprendimento bayesiano
L'apprendimento bayesiano è un metodo computazionale di apprendimento basato sul calcolo delle probabilità, che può fornire predizioni probabilistiche sfruttando i principi del teorema di Bayes per realizzare un apprendimento non supervisionato (mediante le reti bayesiane e i classificatori bayesiani).